# Альтенбург
А́льтенбург (нім. Altenburg) — місто в Тюрингії (Німеччина), за 45 км на південь від Лейпцига. Районний центр району Альтенбургер-Ланд.
Площа — 45,6 км2. Населення становить 31 315 ос. (станом на 31 грудня 2021).
До 1918 року — столиця Саксен-Альтенбурзького герцогства, в 1918—1920 роках — центр однойменної «вільної держави».

## Історія

### Перші поселення. Виникнення міста. Імператорський палац
Перші поселення на території міста виникли близько 4000 року до н. е. Родюча земля, ліси й багаті рибою водойми забезпечували людей всім необхідним. Природним захистом від нападу ворогів для місцевого населення служили порфірові скелі. Між 1300 і 700 роками н. е. місцевість майбутнього Альтенбурга була заселена достатньо щільно, однак відзначалися значні коливання чисельності населення. Після падіння королівства тюрингів 531 року ці терени заселяли західно-слов'янські племена. У цей час було побудовано першу фортечну споруду.
Перша згадка про Альтенбург відноситься до 976 року. З 928 року Генріх I підпорядкував слов'янські племена на схід від лінії Заале-Ельба та заснував Майсенське маркграфство. Оборонні споруди, збудовані слов'янами на порфірових скелях, були зайняті німецькими лицарями і на їхньому місці був створений бургвард (охоронна територія навколо замку). 1 серпня 976 року імператор Оттон II передав Альтенбург єпископству Цайц. Наступна документальна згадка міста припадає на 1132 рік, коли імператор Лотар III зупинився в імператорському палаці (королівському Пфальці) Альтенбурга. У документі він названий castro Plysn. Навколо палацу зі звичайного поселення виникло місто. Крім того, Via Imperii, що проходила через Альтенбург і зв'язувала між собою південь та північ держави, сприяла припливу в місто торговців та кваліфікованих ремісників. Пізніше жителі міста розселилися не лише на заболоченій низині, але і біля дзвіниці Церкви святого Миколая. Ця частина увійшла в Альтенбург лише при імператорі Фрідріху I.
1150 року в Пфальці зупинявся Конрад III. Фрідріх Барбаросса відвідав Альтенбург вперше в лютому 1165. Однак найзнаменнішим було його друге перебування в імператорській резиденції міста в липні 1172 року. Після повернення з Італії він перейнявся зміцненням своєї влади в районі на північ від Альп. У Альтенбурзі імператором були прийняті рішення про зміни кордонів областей держави. На час правління Фрідріха Барбаросси припадає заснування августинского монастиря Пресвятої Діви Марії (нім. Unserer Lieben Frauen St. Marien auf dem Berge vor Altenburg). Барбаросса побував в Альтенбурзі ще чотири рази (1180, 1181, 1183 і 1188), тому Альтенбург прозвали Містом Барбаросси (Barbarossastadt).

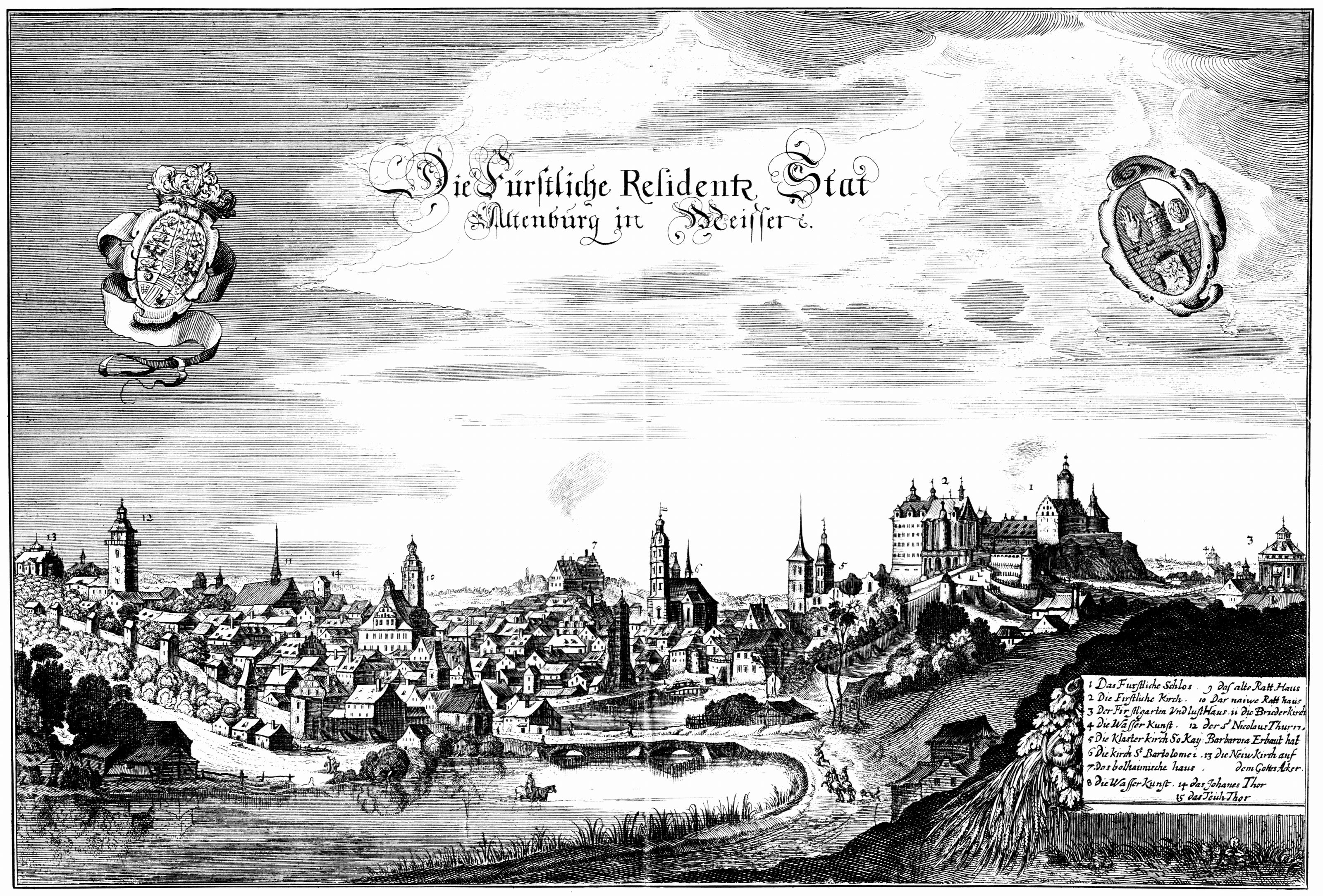
Альтенбург в середині XVII століття, гравюра

1192 року в документах вперше згадується Новий ринок. Це документальне свідчення про розширення міста на південь, у бік від заболочених низин. 1223 року в Альтенбурзі з'явилася друга міська церква (Св. Миколая). Її дзвіниця відноситься, ймовірно, до споруд XII століття та служила раніше спостережною вежею. Пізніше з'явилися два монастирі: 1238 року в західній частині міста монастир францисканців та раніше 1245 — жіночий монастир магдалинок (Magdaleniterinnen).
Як резиденцію Альтенбург використовували Генріх VI, Філіп Швабський, Оттон IV, Фрідріх II, Генріх VII, король Рудольф фон Габсбург та Адольф Нассауський. З 1146 року і до своєї смерті 1159 року в місті проживав князь Сілезії Владислав Вигнанець, з синами Болеславом та Мешком.

### У володінні Веттинів
1253 року династія Веттинів об'єднала під своєю владою Альтенбург, Кемніц та Цвікау. Альбрехт II, син Генріха Яснішого отримав область Плайсенланд від Фрідріха II з нагоди свого одруження з його дочкою Маргаритою. 1256 року Генріх Ясновельможний підтвердив права Альтенбурга. 1273 року в місті відбулися заворушення. Причиною стали напружені відносини між городянами та каноніком августинского монастиря.
31 травня 1307 року Фрідріх Вкушений зі своїм братом Дітріхом IV привів свої війська під Альтенбург. У битві при Луці з армією короля Альбрехта він здобув перемогу. З 1311 влада над Плайсенландом перейшла до Фрідріха. 1329 року протекторат Фрідріха над цією областю був офіційно визнаний королем Німеччини. Таким чином Альтенбург був приєднаний до маркграфств Мейсен і став володінням Веттинів. Фрідріх III, маркграф Мейсена оновив 1356 року зведення законів Альтенбурга.
Військо з Альтенбурга у складі війська маркграфа мейсенского 1426 року взяла участь у битві при Усті-над-Лабем. Таборити, очолювані Андрієм Прокопом розбили Мейсенські війська. Перейшовши Рудні гори, таборити вирушили на Саксонію та обложили Лейпциг, Альтенбург та Плау. Під час облоги Альтенбурга, що тривала три дні, велику частину міста було зруйновано.

## Пам'ятки
Серед архітектурних пам'яток міста — ринкова площа з ренесансною ратушею (1562–1564), герцогський замок (XI–XVII століття), церкви св. Агнеси і св. Варфоломія. Альтенбург здавна відомий виробництвом гральних карт, яким присвячений музей, що розміщений у міському замку. Також працюють музей Лінденау зі значною колекцією пізньоготичних та ранньоренесансних робіт італійських художників (знаходиться в палаці Бернгарда фон Лінденау, побудованому 1876 року), музей пивоваріння. Іншими міськими пам'ятками є ботанічний сад, театр (1869) та тисячолітній дуб.

## Відомі уродженці та жителі
- Вальтер Дудек (1890—1976) — німецький політик.
- Софія Фридерика Меро; уродж. Шубарт (1770–1806) — німецька письменниця, представниця романтизму.
- Крістіан Вермут (1661–1739) — знаменитий німецький медальєр епохи бароко.
- Перрі Бройтігам (нар. 1963) — німецький футболіст.
- Герман Шлегель (1804–1884) — німецький орнітолог і герпетолог.

## Галерея

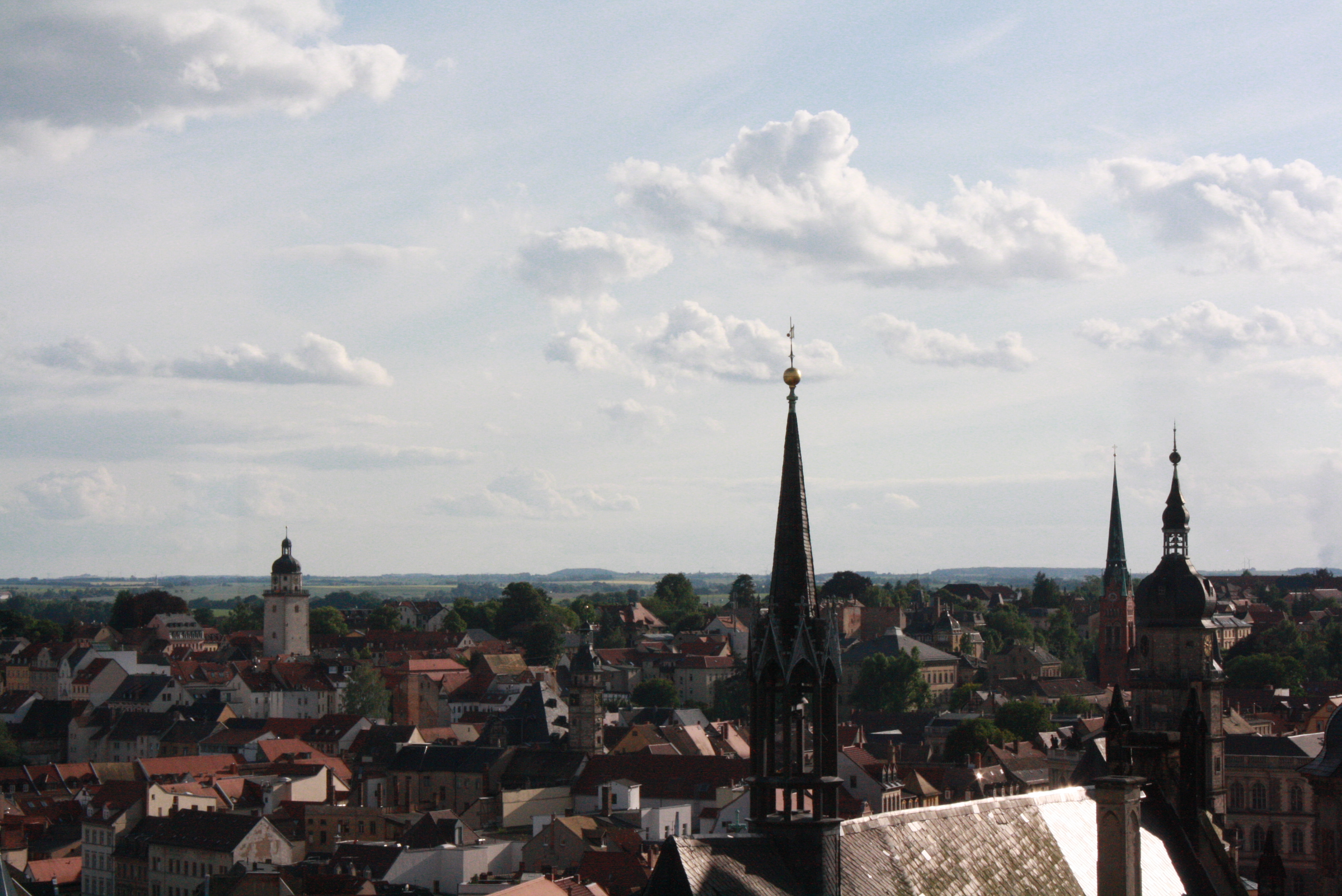
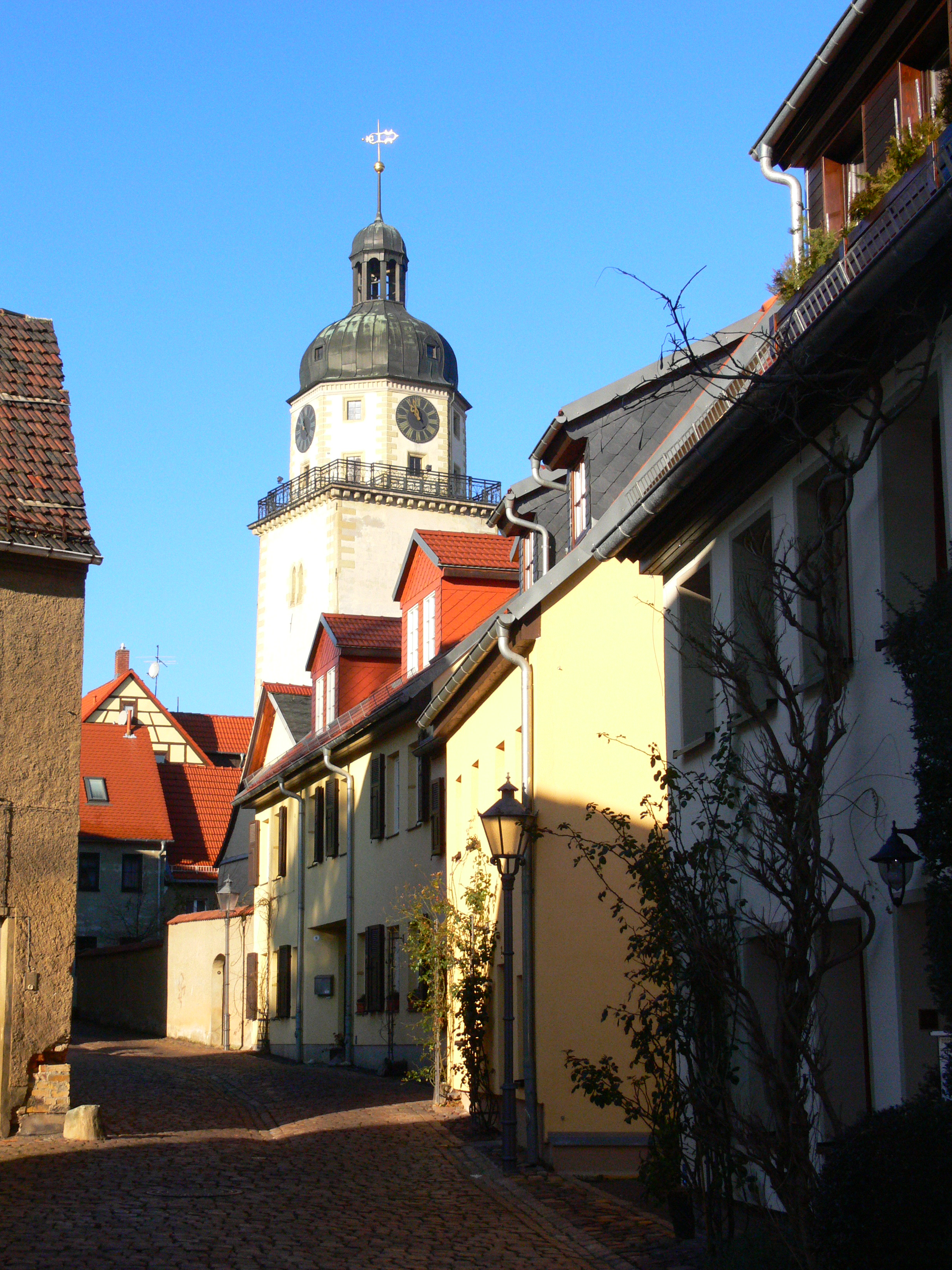
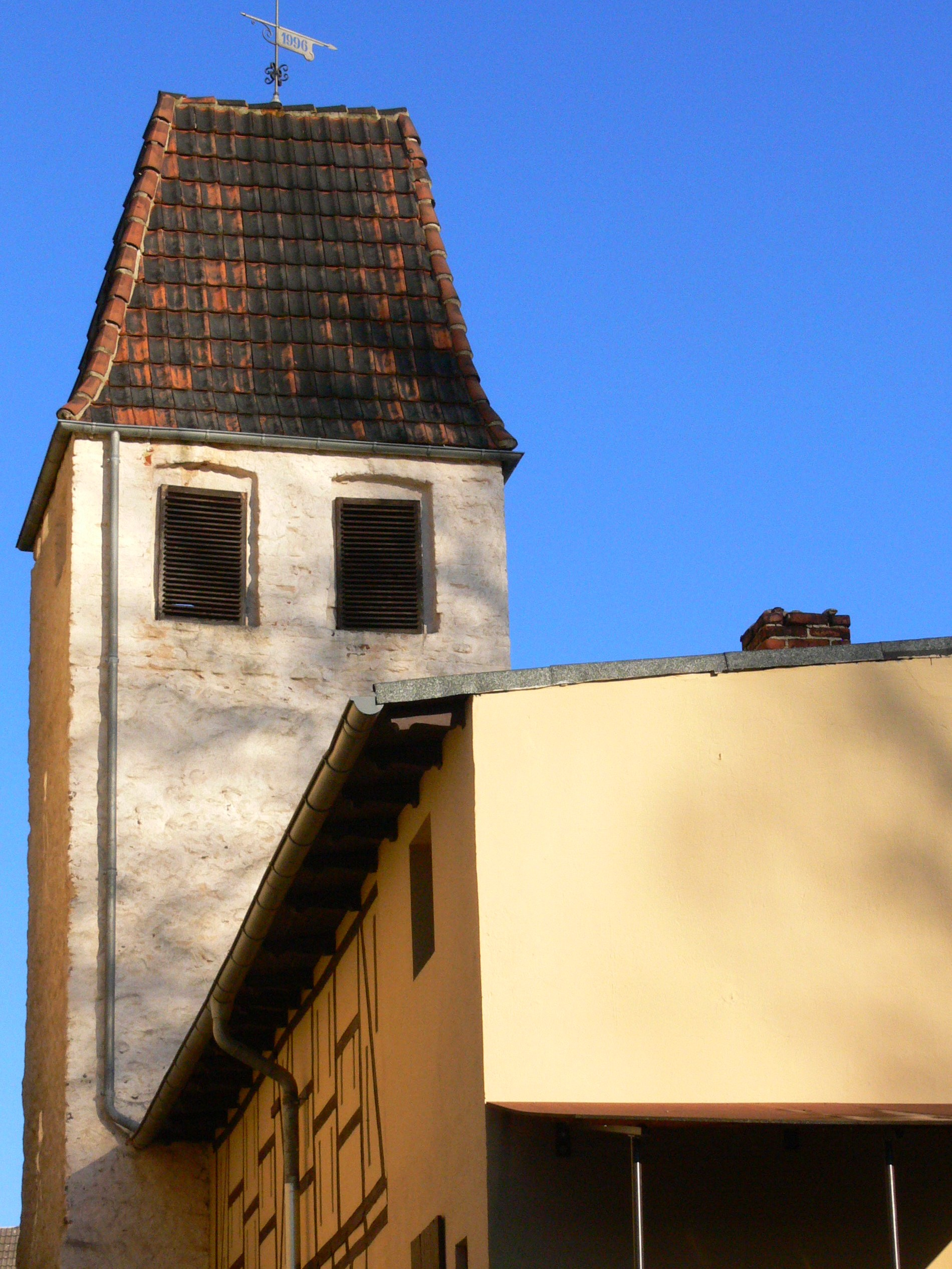
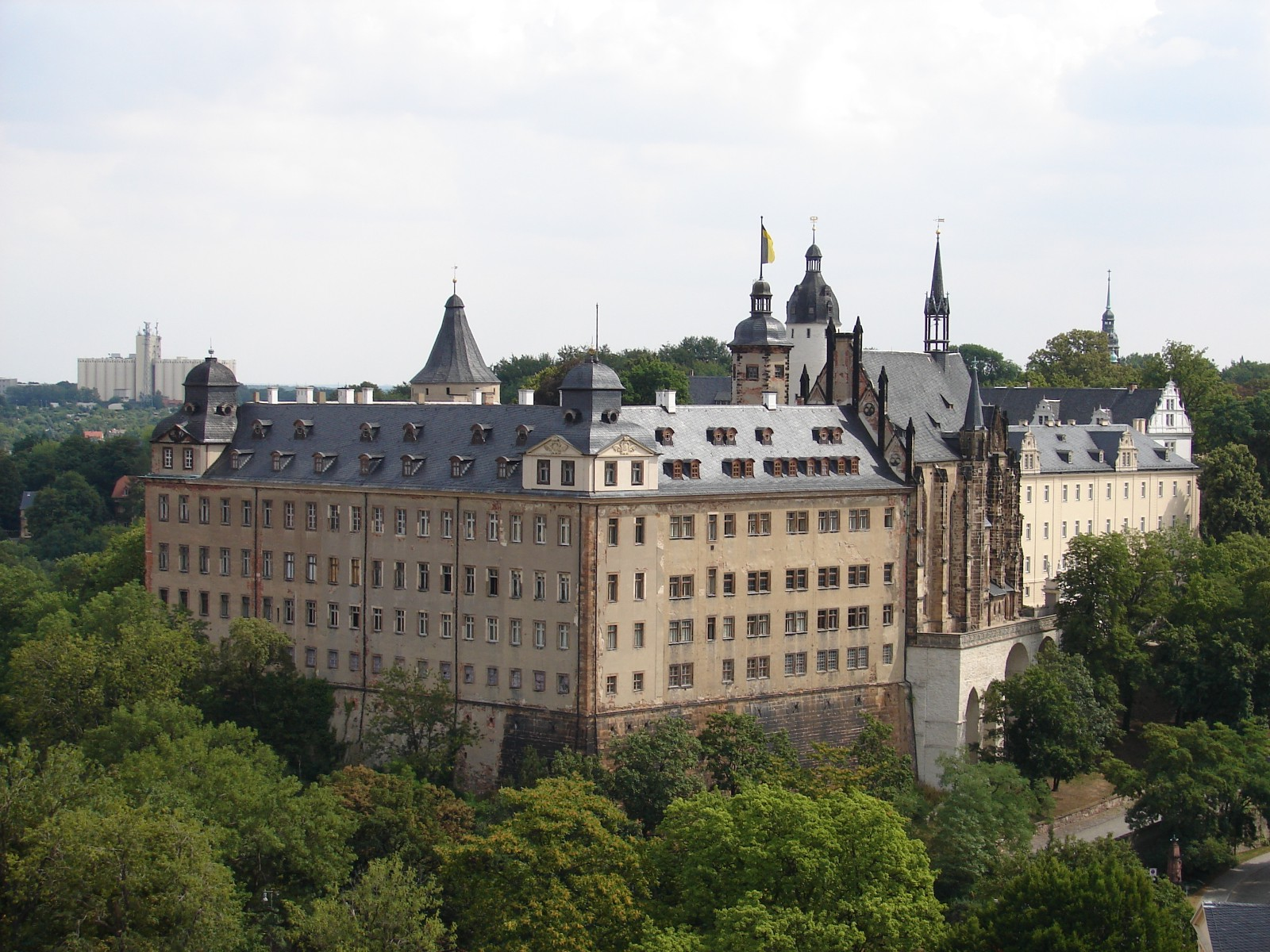
Альтенбурзький замок
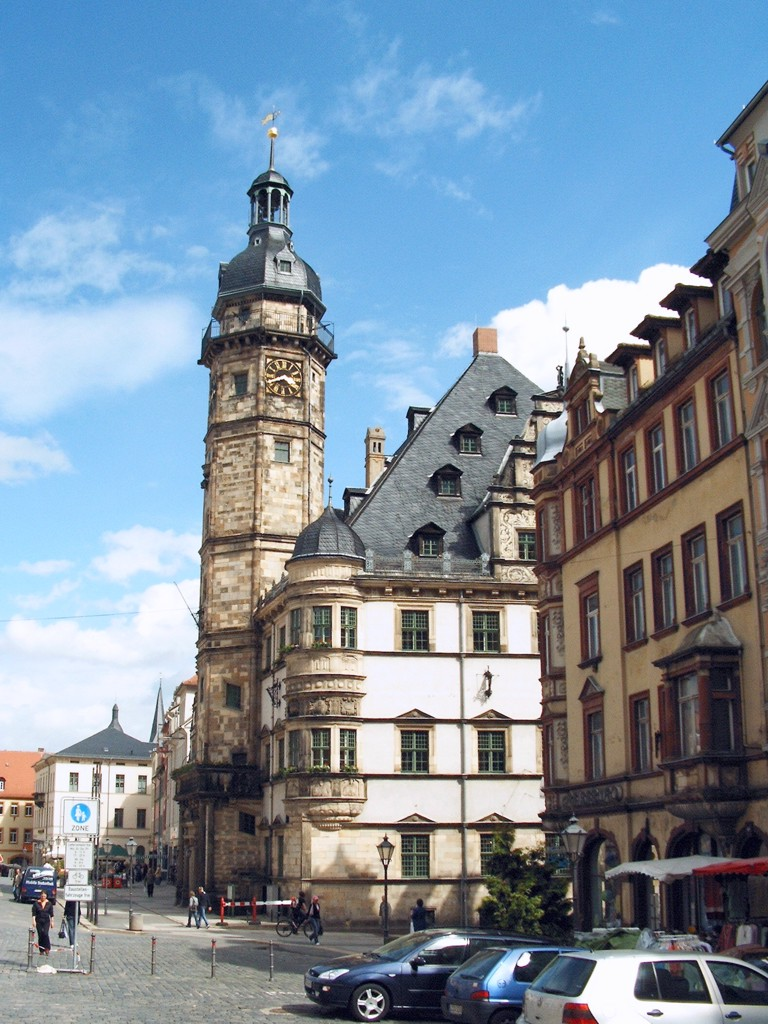
Ратуша
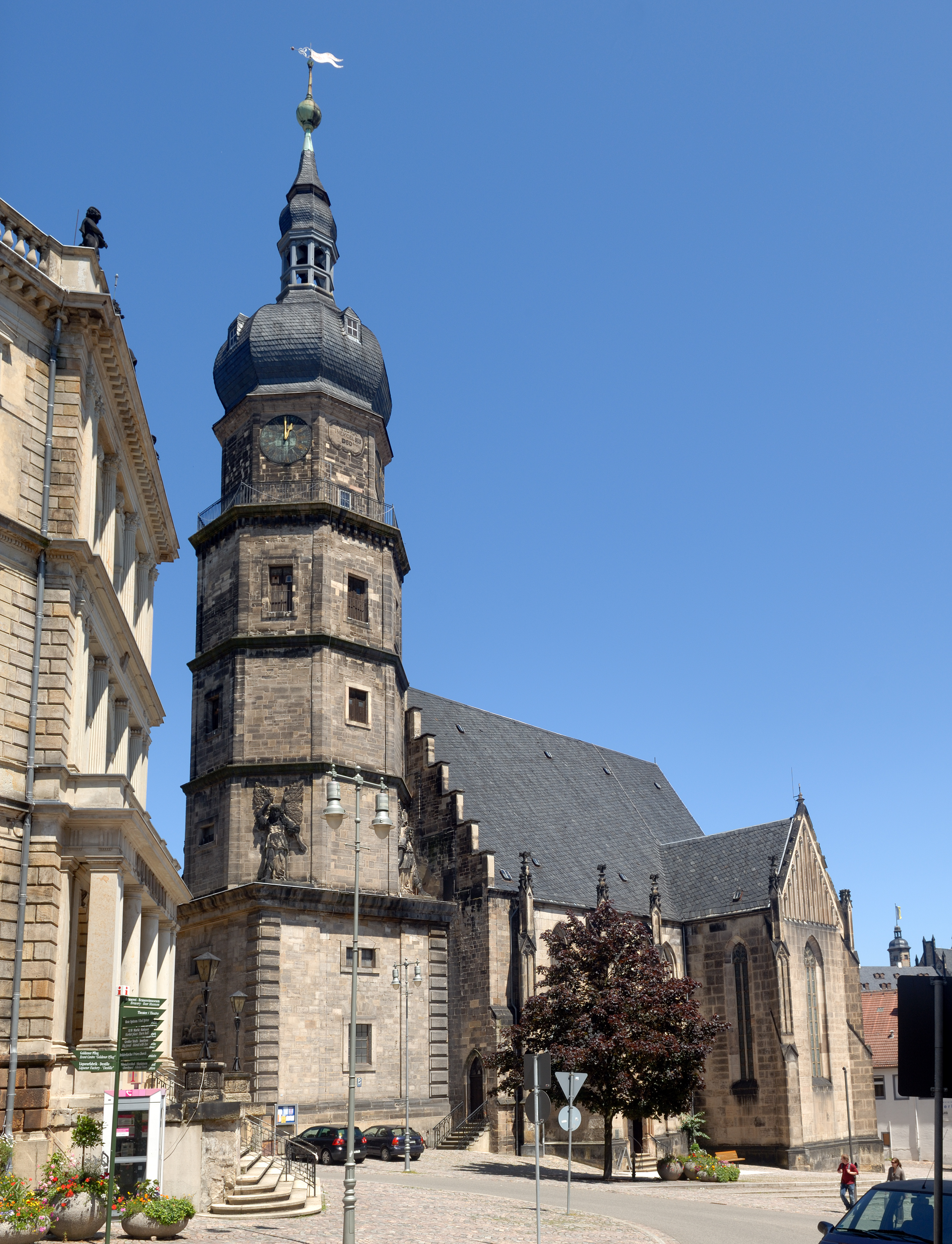
Церква св. Варфоломія